# Campeonato Mundial de Halterofilismo de 2014 - Até 63 kg feminino
A categoria até 63 kg feminino foi um evento do Campeonato Mundial de Halterofilismo de 2014, disputado no Palácio de Esportes Baluan Sholak, em Almaty, no Cazaquistão, entre 12 e 13 de novembro de 2014. 

## Calendário
Horário local (UTC+6) 
| Dia            | Horário | Fase    |
| -------------- | ------- | ------- |
| 12 de novembro | 10:00   | Grupo C |
| 12 de novembro | 12:00   | Grupo B |
| 13 de novembro | 16:00   | Grupo A |

## Medalhistas
| Evento    | Ouro                   | Ouro   | Prata              | Prata  | Bronze             | Bronze |
| --------- | ---------------------- | ------ | ------------------ | ------ | ------------------ | ------ |
| Arranque  | Karina Goricheva (KAZ) | 113 kg | Tima Turieva (RUS) | 112 kg | Lin Tzu-chi (TPE)  | 110 kg |
| Arremesso | Deng Wei (CHN)         | 142 kg | Choe Hyo-sim (PRK) | 140 kg | Tima Turieva (RUS) | 140 kg |
| Total     | Deng Wei (CHN)         | 252 kg | Tima Turieva (RUS) | 252 kg | Choe Hyo-sim (PRK) | 248 kg |

## Recordes
Antes desta competição, o recorde mundial da prova era o seguinte:
| Recorde         | Tipo      | Atleta                    | Peso   | Local   | Data                   |
| Recorde Mundial | Arranque  | Svetlana Tsarukaeva (RUS) | 117 kg | Paris   | 8 de novembro de 2011  |
| Recorde Mundial | Arremesso | Lin Tzu-chi (TPE)         | 145 kg | Incheon | 23 de setembro de 2014 |
| Recorde Mundial | Total     | Lin Tzu-chi (TPE)         | 261 kg | Incheon | 23 de setembro de 2014 |

## Resultado
Os resultados foram os seguintes. 
| Pos.              | Atleta                   | Grupo | Peso  | Arranque (kg) | Arranque (kg) | Arranque (kg) | Arranque (kg)     | Arremesso (kg) | Arremesso (kg) | Arremesso (kg) | Arremesso (kg)    | Total |
| Pos.              | Atleta                   | Grupo | Peso  | 1             | 2             | 3             | Resultado         | 1              | 2              | 3              | Resultado         | Total |
| ----------------- | ------------------------ | ----- | ----- | ------------- | ------------- | ------------- | ----------------- | -------------- | -------------- | -------------- | ----------------- | ----- |
| Medalha de ouro   | Deng Wei (CHN)           | A     | 62.21 | 110           | 110           | 110           | 4                 | 130            | 136            | 142            | Medalha de ouro   | 252   |
| Medalha de prata  | Tima Turieva (RUS)       | A     | 62.37 | 108           | 112           | 114           | Medalha de prata  | 136            | 140            | 142            | Medalha de bronze | 252   |
| Medalha de bronze | Choe Hyo-sim (PRK)       | A     | 62.10 | 108           | 108           | 111           | 8                 | 133            | 138            | 140            | Medalha de prata  | 248   |
| 4                 | Lin Tzu-chi (TPE)        | A     | 61.26 | 110           | 110           | 113           | Medalha de bronze | 135            | 136            | 140            | 5                 | 246   |
| 5                 | Pimsiri Sirikaew (THA)   | A     | 61.96 | 102           | 105           | 108           | 7                 | 133            | 137            | 138            | 4                 | 246   |
| 6                 | Karina Goricheva (KAZ)   | A     | 62.62 | 103           | 108           | 113           | Medalha de ouro   | 128            | 128            | 133            | 7                 | 246   |
| 7                 | Jo Pok-hyang (PRK)       | A     | 62.65 | 105           | 108           | 110           | 10                | 135            | 135            | 139            | 6                 | 243   |
| 8                 | Nastassia Novikava (BLR) | A     | 62.73 | 105           | 109           | 109           | 5                 | 133            | 138            | 138            | 8                 | 242   |
| 9                 | Yuliya Kalina (UKR)      | A     | 61.93 | 104           | 108           | 108           | 6                 | 125            | 131            | 133            | 9                 | 239   |
| 10                | Nadezda Likhacheva (RUS) | B     | 62.55 | 101           | 105           | 108           | 9                 | 126            | 131            | 131            | 10                | 239   |
| 11                | Mercedes Pérez (COL)     | A     | 62.45 | 100           | 104           | 104           | 12                | 127            | 132            | 132            | 11                | 231   |
| 12                | Sara Ahmed (EGY)         | B     | 62.54 | 100           | 104           | 104           | 13                | 120            | 125            | 129            | 12                | 229   |
| 13                | Alexandra Escobar (ECU)  | A     | 60.91 | 100           | 104           | 105           | 11                | 122            | 127            | 127            | 14                | 227   |
| 14                | Darya Tseveleva (BLR)    | B     | 61.85 | 88            | 92            | 96            | 16                | 115            | 120            | 123            | 13                | 219   |
| 15                | Giorgia Bordignon (ITA)  | B     | 62.29 | 92            | 96            | 98            | 14                | 113            | 113            | 116            | 19                | 211   |
| 16                | Geralee Vega (USA)       | B     | 61.40 | 95            | 100           | 100           | 18                | 115            | 121            | 124            | 15                | 210   |
| 17                | Nadiia Chibisova (UKR)   | B     | 59.96 | 90            | 93            | 95            | 17                | 114            | 120            | 121            | 16                | 209   |
| 18                | Izabella Yaylyan (ARM)   | B     | 61.74 | 90            | 95            | 97            | 15                | 110            | 114            | 114            | 22                | 207   |
| 19                | Sabine Kusterer (GER)    | B     | 61.85 | 88            | 91            | 92            | 19                | 107            | 109            | 111            | 21                | 203   |
| 20                | Punam Yadav (IND)        | B     | 62.73 | 83            | 86            | 89            | 23                | 110            | 113            | 113            | 20                | 202   |
| 21                | Kim Ye-ra (KOR)          | C     | 62.54 | 83            | 87            | 91            | 26                | 108            | 114            | 118            | 17                | 201   |
| 22                | Eda Çakal (TUR)          | B     | 62.82 | 80            | 84            | 86            | 31                | 110            | 114            | 117            | 18                | 200   |
| 23                | Eva Gurrola (MEX)        | B     | 62.76 | 88            | 88            | 88            | 24                | 110            | 114            | 114            | 24                | 198   |
| 24                | Katarzyna Ostapska (POL) | B     | 62.69 | 85            | 87            | 87            | 27                | 110            | 113            | 113            | 23                | 197   |
| 25                | Gulnaz Nauryzova (KAZ)   | C     | 62.70 | 83            | 87            | 91            | 20                | 105            | 110            | 110            | 30                | 196   |
| 26                | Nikoletta Nagy (HUN)     | B     | 62.72 | 85            | 85            | 86            | 30                | 105            | 107            | 107            | 25                | 193   |
| 27                | Irene Martínez (ESP)     | C     | 62.05 | 87            | 90            | 95            | 21                | 102            | 105            | 105            | 33                | 192   |
| 28                | Mahassen Fattouh (LIB)   | C     | 61.73 | 82            | 85            | 85            | 32                | 102            | 106            | 110            | 26                | 191   |
| 29                | Sarah Davies (GBR)       | C     | 62.58 | 83            | 86            | 90            | 29                | 105            | 108            | 109            | 28                | 191   |
| 30                | Emily Godley (GBR)       | C     | 62.59 | 85            | 85            | 85            | 33                | 105            | 109            | 109            | 29                | 190   |
| 31                | Solenny Villasmil (VEN)  | C     | 62.03 | 82            | 86            | 90            | 28                | 103            | 106            | 106            | 32                | 189   |
| 32                | Kristine Petrosyan (ARM) | C     | 62.21 | 82            | 85            | 87            | 25                | 98             | 102            | 104            | 34                | 189   |
| 33                | Anna Everi (FIN)         | C     | 62.70 | 80            | 84            | 87            | 34                | 104            | 108            | 108            | 31                | 188   |
| 34                | Elnura Abbasova (AZE)    | C     | 60.76 | 75            | 80            | 80            | 35                | 100            | 105            | 109            | 27                | 185   |
| 35                | Vandna Gupta (IND)       | C     | 61.61 | 73            | 76            | 78            | 36                | 92             | 95             | 98             | 35                | 171   |
| 36                | Kinga Szilágyi (HUN)     | C     | 61.79 | 70            | 70            | 70            | 38                | 85             | 90             | 90             | 37                | 160   |
| 37                | Jacquie White (AUS)      | C     | 62.39 | 69            | 71            | 73            | 37                | 80             | —              | —              | 38                | 153   |
| —                 | Mehtap Kurnaz (TUR)      | B     | 62.10 | 87            | 89            | 90            | 22                | 108            | 108            | 108            | —                 | —     |
| —                 | Mihaela Kruljac (CRO)    | C     | 62.37 | 70            | 70            | 70            | —                 | 83             | 88             | 91             | 36                | —     |
| DSQ               | Romela Begaj (ALB)       | A     | 62.23 | 110           | 113           | 113           | —                 | 127            | 127            | 132            | —                 | —     |